# Masiphya irrisor
Masiphya irrisor là một loài ruồi trong họ Tachinidae.